# Urgleptes melzeri
Urgleptes melzeri es una especie de escarabajo longicornio del género Urgleptes, tribu Acanthocinini, subfamilia Lamiinae. Fue descrita científicamente por Gilmour en 1959.
La especie se mantiene activa durante el mes de octubre.

## Descripción
Mide 5-5,25 milímetros de longitud.

## Distribución
Se distribuye por Brasil.